# Татеяма (княжество)
Княжество Татеяма (яп. 館山藩 Татэяма-хан) — феодальное княжество (хан) в Японии периода Эдо (1590—1614, 1781—1871). Татеяма-хан располагался в провинции Ава (южная часть современной префектуры Тиба) на острове Хонсю.

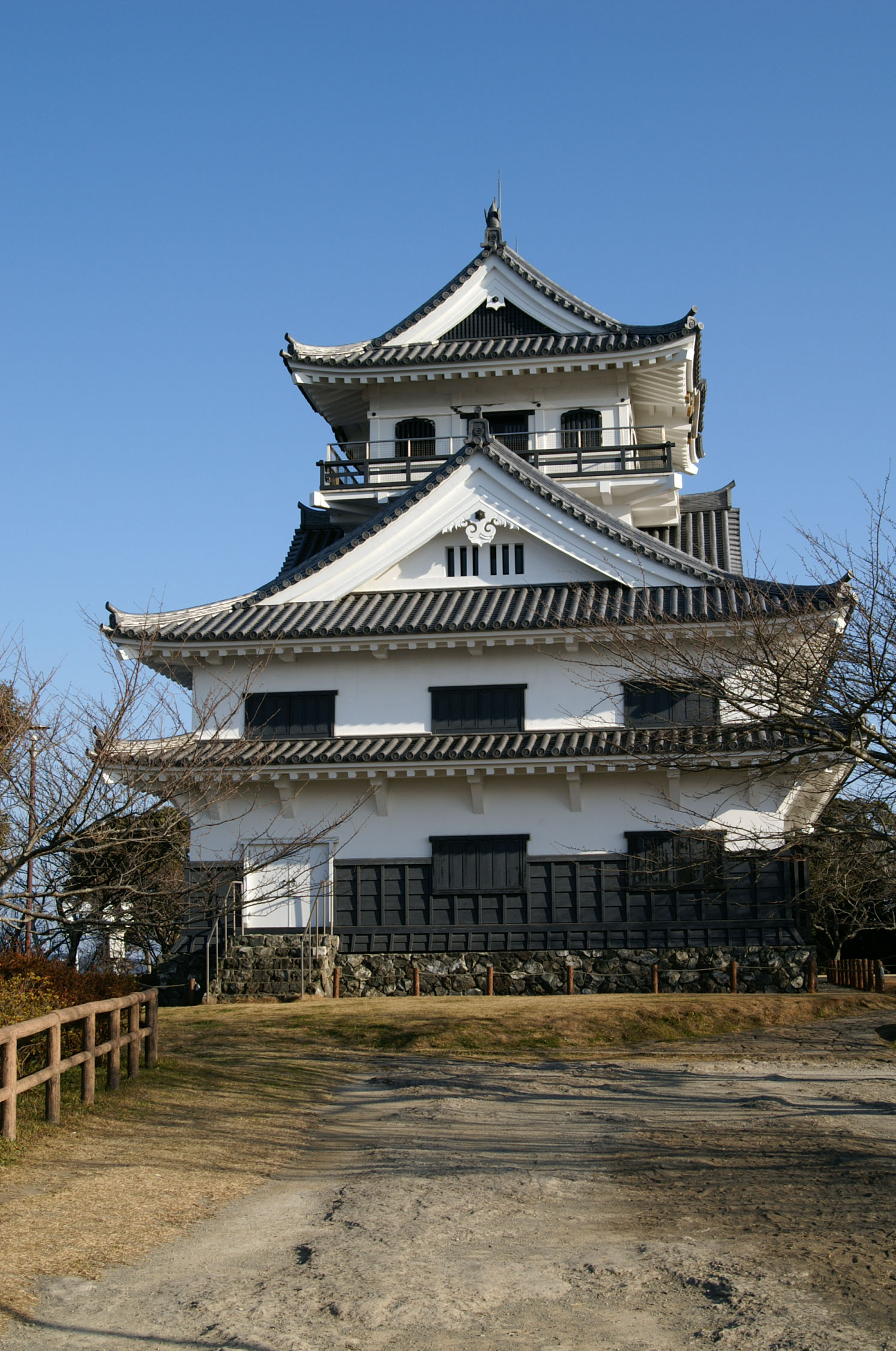
Реконструированный замок Татеяма, административный центр Татеяма-хана

Административный центр хана: замок Татэяма в провинции Ава (современный город Татеяма в провинции Тиба).
Доход хана:
- 1590—1614 годы — 121 000 коку риса
- 1781—1871 годы — 10 000 коку риса

## История
В течение периода Сэнгоку большая часть полуострова Босо находилась под контролем рода Сатоми. Род Сатоми вели длительную борьбу с кланом Го-Ходзё из Одавара за контроль за регионом Канто. В 1580 году Сатоми Ёриоси построил замок Татеяма в южной части провинции Ава, чтобы охранять южную часть своих владений и увеличить контроль за входом в бухту Эдо. В 1588 году его сын Сатоми Ёсиясу перестроил замок Татэяма.
После битвы при Одавара в 1590 году Тоётоми Хидэёси передал Токугава Иэясу во владение регион Канто. Токугава Иэясу признал род Сатоми как даймё в провинциях Ава и Кадзуса (92 000 коку риса). После битвы при Сэкигахаре (1600) Сатоми Ёсиясу также получил контроль над областью Касима в провинции Хитати, который увеличил его доход до 122 000 коку риса. После его смерти в 1603 году домен унаследовал его сын, Сатоми Тадаёси. Сатоми Тадаёси был женат на дочери Окубо Тадатики и был замешан в инциденте 1614 года, которую сёгунат Токугава использовал в качестве предлога для ликвидации Татеяма-хана.
18 сентября 1781 года сёгун Токугава Иэхару по рекомендации своего старшего советника Танума Окицугу предоставил 3 000 коку в южной части провинции Ава во владение Инабе Масааки, который позднее также получил владения в провинциях Ава (2 000 коку), Кадзуса и Хитати (5 000 коку), возведя его в статус даймё. Он перестроил замок Татеяма, его потомки управляли возрожденным Татеяма-ханом до Реставрации Мэйдзи.
Во время периода Бакумацу Инаба Масами занимал ряд важных постов в администрации сёгуната Токугава. Во время Войны Босин он отказался от княжеского титула, а его преемник Инаба Масаёси поклялся в верности императорскому правительству Мэйдзи. В ответ военно-морской флот Токугава под руководством Эномото Такэаки вторгся в княжество Татеяма, использовав его в качестве базы для нападения на силы Союза Саттё в провинции Кадзуса.
В июле 1871 года Татеяма-хан был ликвидирован. Первоначально на территории бывшего княжества была создана префектура Татэяма, которая в ноябре 1871 года вошла в состав префектуры Кисарадзу, которая позднее стала частью современной префектуры Тиба.
Согласно переписи 1869 года, в Татеяма-хане проживало 23 202 человека и существовало 3 526 домохозяйств.

## Список даймё
| #                                    | Имя и годы жизни                           | Годы правления | Титул                     | Ранг                        | Кокудара             |
| ------------------------------------ | ------------------------------------------ | -------------- | ------------------------- | --------------------------- | -------------------- |
| Род Сатоми (тодзама-даймё) 1590—1614 |                                            |                |                           |                             |                      |
| 1                                    | Сатоми Ёсиясу (1573-1603) (яп. 里見義康)   | 1590-1603      | Ава-но-ками (安房守)      | Четвертый нижний (従四位下) | 121,000 коку         |
| 2                                    | Сатоми Тадаёси (1594-1622) (яп. 里見忠義)  | 1603-1614      | Ава-но-ками (安房守)      | Четвертый нижний (従四位下) | 121,000 коку         |
|                                      | Сёгунат Токугава                           | 1614-1781      |                           |                             |                      |
| Род Инаба (фудай-даймё) 1781—1871    |                                            |                |                           |                             |                      |
| 1                                    | Инаба Масааки (1723-1793) (яп. 稲葉 正明)  | 1781-1789      | Этидзэен-но-ками (越前守) | Пятый нижний (従五位下)     | 10,000-->13,000 коку |
| 2                                    | Инаба Масатакэ (1769-1840) (яп. 稲葉 正武) | 1789-1812      | Харима-но-ками (播磨守)   | Пятый нижний (従五位下)     | 13,000-->10,000 коку |
| 3                                    | Инаба Масамори (1791-1820) (яп. 稲葉正盛)  | 1812-1819      | Харима-но-ками (播磨守)   | Пятый нижний (従五位下)     | 10,000 коку          |
| 4                                    | Инаба Масами (1815-1879) (яп. 稲葉 正巳)   | 1820-1864      | Хёбу-но-тайфу (兵部大輔)  | Четвертый нижний (従四位下) | 10,000 коку          |
| 5                                    | Инаба Масаёси (1848-1902) (яп. 稲葉 正善)  | 1864-1871      | Бинго-но-ками (備後守)    | Пятый нижний (従五位下)     | 10,000 коку          |